# 柳家あお馬
柳家 あお馬（やなぎや あおば、1989年7月10日 - ）は、落語家。落語協会所属。本名∶高瀬 誠也。

## 来歴
神奈川県大和市出身。神奈川県立座間高等学校、駒澤大学法学部卒業。大学時代には落語研究会に所属。2012年、全日本学生落語選手権・策伝大賞決勝進出。
2014年6月、五代目柳家小せんに入門。2015年5月、前座となり「あお馬」を名乗る。2019年2月に金原亭馬太郎、三遊亭青森と共に二ツ目昇進。
2021年10月、大和市文化芸術未来賞受賞。

## 人物
趣味∶体を動かす事（野球、テニス、スポーツジムなど）、銭湯巡り、ドライブ、芸人。
特技∶野球、楽屋働き、玉結び。

## 芸歴
- 2014年6月∶五代目柳家小せんに入門。
- 2015年5月∶前座となる、前座名「あお馬」。
- 2019年2月∶二ツ目昇進。

## 主な出演
- 「祝二つ目昇進の会」2019年4月14日～ノラや
- 「わさび あお馬 二人会」2019年4月16日 らくごカフェ～火曜会
- 「道楽亭寄席 若手対決シリーズ」2019年4月27日～道楽亭
- 「第89回 江の島落語会(特典付)」2019年5月17日～虎丸座